# هورست امکه
هورست امکه (انگلیسی: Horst Ehmke; زاده ۴ فوریهٔ ۱۹۲۷ – درگذشته ۱۲ مارس ۲۰۱۷) سیاستمدار، نویسنده و استاد حقوق اهل آلمان بود.
هورست امکه در ۱۲ مارس ۲۰۱۷، در سن ۹۰ سالگی در بن درگذشت.